# ジブチ大学

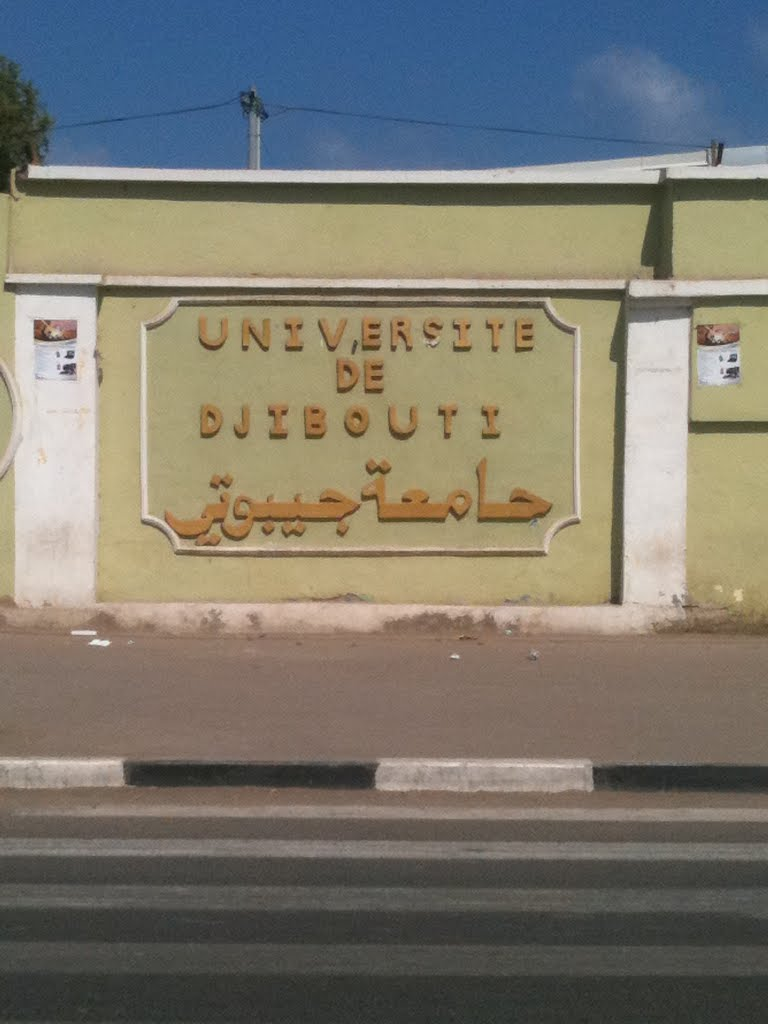
ジブチ大学

ジブチ大学（アラビア語: جامعة جيبوتي、フランス語: Université de Djibouti、英語: University of Djibouti）は、ジブチ共和国の大学。ジブチ市にあり、ジブチ唯一の大学である。
ジブチにはかつて大学がなく、中等教育卒業後はフランスなど海外に留学して高等教育を受けるほかなかった。そのため独自の大学の建設が計画され、2006年1月7日にジブチ初の大学としてジブチ大学が開学した。学生数は年々増加し、2008年には2500人、2014年には7000人に達した。
また、2013年9月29日にはトルコ政府の支援で工学部が創設された他、ジブチ医学校を改組する形で医学部も新設された。

## 学部
- 法・経済・経営学部
- 理学部
- 人文・言語・社会科学部
- 医学部[3]
- 工学部[2]

## 日本の提携大学
- 東京農業大学[4]
- 熊本大学[5]